# Потапов, Анатолий Иванович
Анато́лий Ива́нович Пота́пов (22 августа 1935 года, пос. Добринка Елань-Коленовского района Воронежской области — 26 сентября 2013 года, г. Сочи) — один из крупнейших организаторов российского здравоохранения и медицинской науки; академик РАМН, доктор медицинских наук, профессор; директор Федерального научного центра гигиены им. Ф. Ф. Эрисмана Федеральной службы по надзору в сфере защиты прав потребителей и благополучия человека. С 1986 по 1990 годы — Министр здравоохранения РСФСР.

## Звания
- Академик РАМН, академик РАЕН, академик РИА, академик Нью-Йоркской академии наук.
- Заслуженный деятель науки Российской Федерации (1997)
- Почётный гражданин Томской области (2005 г.)
- Почётный гражданин города Томска (2000 г.)
- Почётный гражданин Мытищинского района Московской области (2006 г.)
- Почётный профессор зарубежных университетов:
  - Калифорнийского университета (США)
  - Лионского университета (Франция)
  - Венского университета (Австрия)
- Почётный профессор российских медицинских академий:
  - Воронежской государственной медицинской академии (2002 г.)
  - Ивановской государственной медицинской академии (2001 г.)
- Почётный профессор (2002) и член Попечительского совета Сибирского государственного медицинского университета в городе Томске

## Биография
Родился в крестьянской семье, в ныне исчезнувшей деревне Добринка, Елань-Коленовского района Воронежской области. Вскоре семья переехала в село Ярки того же района, ныне земли бывшей Добринки. Село Ярки относятся к современному Новохопёрскому району Воронежской области. Затем семья переехала в Панинский район. Здесь в райцентре Панино Анатолий учился в средней школе. Панинский район Воронежской области и сегодня помнит и гордится своим земляком. После окончания школы и службы в Вооружённых Силах СССР Анатолий Потапов уехал в Сибирь, поступил в Томский медицинский институт, где получил профессию врача.
А. И. Потапов — единственный в России академик РАМН, который прошёл все ступени в иерархии здравоохранения: главный врач участковой больницы, сельской центральной районной (ЦРБ), областной больницы, заведующий облздравотделом, директор мощного научного центра, министр здравоохранения России.
- 1958—1964 — студент Лечебного факультета (специализация «лечебное дело») Томского медицинского института. После окончания вуза несколько месяцев работал главным врачом участковой больницы Туганского района[5] Томской области;
- 1964—1966 — главный врач Томской центральной районной больницы (ЦРБ в Тимирязево);
- 1966—1975 — главный врач Республиканской клинической психиатрической больницы в Томске (ТРКПБ, ныне НИИ психического здоровья)[6];
- 1975—1979 — заведующий Томским областным отделом здравоохранения (Томский облисполком);
- 1979—1985 — инициатор и первый директор Томского научного центра Академии медицинских наук СССР (ТНЦ СО АМН СССР). Это были годы становления медицинской науки в Томске, создания научно-исследовательских институтов (НИИ) онкологии, кардиологии, психиатрии, фармакологии, медицинской генетики;
- 1986—1990 — министр здравоохранения РСФСР. Будучи министром А. И. Потапов принял ряд принципиально новых решений по совершенствованию организаторской работы, сохранению и укреплению здоровья населения, переводу учреждений на новые условия хозяйствования, развитию профилактического направления, объединению мероприятий первичной и вторичной профилактики, созданию крупных, хорошо оснащенных межобластных и межрайонных профилактических, диагностических и реабилитационных центров, филиалов отраслевого научно-технического комплекса «Микрохирургия глаза». Им проведена большая работа по изменению действующих нормативов, определяющих качество оказания медицинской помощи населению. Способствовал совершенствованию государственной политики в области охраны здоровья населения как общенациональной приоритетной проблемы, содействовал развитию профилактического направления в медицине, созданию крупных межтерриториальных лечебно-диагностических и реабилитационных центров;
- 1990—2000 — генеральный директор Научно-практического объединения «Гигиена и профпатология», директор «Московского НИИ гигиены им. Ф. Ф. Эрисмана»;
- с 2000 — директор ФГУН «Федеральный научный центр гигиены им. Ф. Ф. Эрисмана» (Федеральная служба по надзору в сфере защиты прав потребителей и благополучия человека)

В 1975 году А. И. Потапов защитил кандидатскую, в 1984 году — докторскую диссертацию; с 1985 года — профессор Томского медицинского института. В 1986 году избран членом-корреспондентом АМН СССР (ныне РАМН); в 1994 году — академиком РАЕН; с 07.04.1995 — академик (действительный член) РАМН по специальности «Социальная гигиена и организация здравоохранения».
А. И. Потапов, уехав в Москву и работая в Московском НИИ гигиены им. Ф. Ф. Эрисмана, продолжал способствовать развитию медицинской академической науки в Томске, делу охраны здоровья томичей. При его активной поддержке в 2000-х гг. был создан ещё один томский научно-исследовательский институт медицинского профиля — НИИ акушерства, гинекологии и перинатологии ТНЦ СО РАМН.
Скончался 26 сентября 2013, когда находился в городе Сочи.
Похоронен 29 сентября на Троекуровском кладбище в Москве.

## Основное направление научной деятельности
Социальная гигиена и организация здравоохранения, организационные и социально-гигиенические проблемы психиатрии, разработка организационных основ первичной профилактики и всеобщей диспансеризации в онкологии и кардиологии, вопросы эпидемиологии алкоголизма и организации наркологической службы, проблемы оценки состояния здоровья населения Сибири, Дальнего Востока. Исследования основаны на концепции сохранения здоровья человека и изучении причинно-следственной зависимости его от социально-гигиенических, климатогеографических и техногенных факторов. Впервые сформулировал комплексные эпидемиологические подходы к исследованию заболеваний населения в восточных регионах страны и впервые дал полную эпидемиологическую характеристику здоровья населения Сибири. Теоретически обосновал и внедрил в практику систему новых научно-организационных подходов к созданию крупных научно-исследовательских институтов в Сибири.
На посту министра здравоохранения РСФСР особенно пригодился опыт крупного учёного и организатора здравоохранения, который позволил найти оперативные и нестандартные решения по спасению жизни и обеспечению безопасности людей в зоне крупных катастроф, происходивших в эти годы (аварии на Чернобыльской АЭС, в Арзамасе, в Башкирии, Свердловске (станция Свердловск-Сортировочная), стихийные бедствия в Армении, Чите, Владивостоке и др.).
А. И. Потаповым была создана собственная школа гигиенистов, социал-гигиенистов и организаторов здравоохранения. Им подготовлено 70 докторов и 69 кандидата наук, опубликовано 325 научных трудов, в том числе 17 монографий, 4 атласа; 15 изобретений, 8 патентов. Под его редакцией издано более 20 сборников научных работ и ежегодно выходили в свет 2-3 сборника.
Участник крупных научных форумов (Брайтон, 1997; Лондон, 1998; Иерусалим, 1999; Базель, 2000; Пекин, 2003 и др.). Участник 11-го международного конгресса IUPAC (Кобэ, Япония, 2006).

## Общественная деятельность
Работу на посту директора Томского научного центра Анатолий Иванович успешно совмещал с активной общественной деятельностью, являясь депутатом Верховного Совета РСФСР (X и XI созывов, с 1980 по 1990 гг.), депутатом Томского городского (1966—1974) и Томского областного Советов народных депутатов (1974—1980), членом Томского обкома КПСС. Кроме этого он занимался поддержкой комплексной самодеятельной научной экспедиции КСЭ «Тунгусский метеорит» по изучению данного явления (Томск) и был главным редактором журнала «Здравоохранение Российской Федерации».

## Критика
Высказывалось мнение, что А. И. Потапов был причастен к практике использования психиатрии в политических целях в СССР: такое мнение высказывает Р. ван Ворен, генеральный секретарь организации «Глобальная инициатива в психиатрии», с упоминанием о сведениях, опубликованных в советской прессе в 1990 году.
Главное продвижение по служебной лестнице состоялось после госпитализации на курортных условиях в возглавляемой в то время А.И. Потаповым психобольнице престарелой матери первого секретаря Томского обкома КПСС Е.И. Лигачёва. Все остальные продвижения по служебной лестнице он также обязан только ему. Упомянутая выше угроза использования психиатрии в качестве средства воздействия на несогласных с его действиями подчинённых была одним из основных средств его работы в возглавляемыми им коллективах. Человеческие качества А.И. Потапова можно охарактеризовать одним примером-у одного из его подчинённых была смертельно больна дочь, для спасения которой было необходимо одно простое лекарство, которого на тот момент не было в больнице. Её отец, сотрудник А.И. Потапова, обратился к нему за помощью. Он в помощи не отказал, связался с аптекоуправлением, лекарство в больницу было получено, а вот врач, который сообщил отцу о необходимости отсутствующего лекарства, был уволен по звонку А.И. Потапова главному врачу больницы, оказывается, нельзя было сообщать, что какого то лекарства нет в наличии...

## Награды
- Премия Правительства Российской Федерации в области науки и техники (2009)
- Орден преподобного Сергия Радонежского II степени (2006)
- Орден «За заслуги перед Отечеством» IV-й степени (24 ноября 2005)
- Премия РАМН им. Н. А. Семашко (2005)
- Знак отличия «За заслуги перед Томской областью» (18 июня 2004) — за большой личный вклад в развитие областного и российского здравоохранения, томской научной школы, профессионализм и высокую ответственность
- Медаль «За заслуги перед отечественным здравоохранением» (2003)
- Заслуженный деятель науки Российской Федерации (1997)
- Орден Октябрьской Революции (1988)
- Орден Ленина (1986)
- Орден Дружбы Народов (1977)
- Орден Трудового Красного Знамени (1975)
- Орден «Знак Почёта» (1970)
- Медаль «В ознаменование 100-летия со дня рождения Владимира Ильича Ленина» (1970)
- Орден Почёта
- Орден Петра Великого I степени
- Орден Российской Академии Естественных наук «За пользу Отечеству им. В. Н. Татищева»
- Медаль «За трудовую доблесть»
- Медаль «За освоение целинных земель»
- Медаль «За отличную службу по охране общественного порядка»
- Медаль «Ветеран труда»
- Лауреат премии РАМН им. Н. И. Пирогова

## Публикации
- Потапов А. И., Красик Е. Д., Запускалов В. И., Кошкарёва К. И., Миневич В. Б. Современные медикаментозные средства в психиатрической практике. — Томск, 1973.
- Потапов А. И. Очерки развития психиатрической службы в Томской области. — Томск, 1981.
- Потапов А. И., Яковлев В. М., Козина О. И. Ишемическая болезнь сердца с сочетанной коронарно-церебральной недостаточностью. — Томск, 1984.
- Потапов А. И. Атлас основных психических заболеваний в Сибири и на Дальнем Востоке. — Томск, 1988.
- Потапов А. И., Васильев Н. В. Вопросы организации и развития медицинской науки (на примере Сибири). — М.: Медицина, 1990.
- Потапов А. И. Атлас заболеваемости злокачественными опухолями в Сибири и на Дальнем Востоке. — М., 1990.
- Потапов А. И., Васильев Н. В. Социал-гигиенические проблемы Сибири: (Сегодняшняя ситуация и завтрашние перспективы). — М.: АМН СССР, Сиб. отд-ние, Моск. НИИ гигиены им. Ф. Ф. Эрисмана, 1991.
- Потапов А. И. Региональные проблемы здоровья населения России. — М., 1993.
- Потапов А. И. Региональные проблемы и управление здоровьем населения России, Вып. 2. — М., 1996.
- Потапов А. И., Гиденскиольд Р. С. Федеральный научный центр гигиены имени Ф.Ф. Эрисмана — история становления и развития. — Таганрог, 2001.
- Багаева Т. (корр.). Анатолий Потапов, «Надо уметь вставать до счёта «десять»», интервью (Памяти академика Н. В. Васильева) // обл.газета Красное знамя. — Томск, 2002.
- Рахманин Ю. А., Потапов А. И., Ястребов Г. Г. Гигиенические основы обеспечения биобезопасности человека // Вестник Российской Академии медицинских наук. — 2002. — № 11. — С. 32—37. — ISSN 0869-6047.
- Потапов А. И. Между человеком и болезнью должно стать государство // Медицинская газета. — 2006. — № 29.
- Потапов А. И. Актуальные вопросы гигиены и пути их решения // Здравоохранение Российской Федерации. — 2007. — № 5. — С. 5—7. — ISSN 0044-197Х.
- Онищенко Г. Г., Арчаков А. И., Бессонов В. В., Потапов А. И. и др. Методические подходы к оценке безопасности наноматериалов // Гигиена и санитария. — 2007. — № 6. — С. 3—10. — ISSN 0016-9900.
- Потапов А. И. Актуальные проблемы гигиены и токсикологии в развитии нанотехнологий. — М., 2008.
- Потапов А. И., Ракитский В. Н. Проблемы и перспективы современной гигиены // Здравоохранение Российской Федерации. — 2008. — № 1. — С. 5—6. — ISSN 0044-197Х.
- Потапов А. И. Месть Богини Гигиеи // портал «Russia Today». — 2008.
- Потапов А. И., Гильденскиольд Р. С., Винокур И. Л. Гигиенические проблемы здоровья населения // Здравоохранение Российской Федерации. — 2008. — № 2. — С. 3—4. — ISSN 0044-197Х.
- Потапов А. И., Ракитский В. Н., Новичкова Н. И., Романова Е. А. Проблемы охраны здоровья детского населения России // Здравоохранение Российской Федерации. — 2008. — № 3. — С. 3—5. — ISSN 0044-197Х.